# Râul Dungu
Râul Dungu este unul din cele două brațe care formează Râul Zizin. 